# Melampyrum arvense
La spigarola campestre (nome scientifico Melampyrum arvense L., 1753) è una piccola pianta erbacea appartenente alla famiglia delle Orobanchaceae dotata di un notevole effetto cromatico prodotto da brattee variamente colorate.

## Etimologia
Il nome generico (melampyrum) deriva da due parole greche:  "mélas" (= nero) e "pyrós" (= grano), un nome usato da Teofrasto (371 a.C. – Atene, 287 a.C.), un filosofo e botanico greco antico, discepolo di Aristotele, autore di due ampi trattati botanici, per una pianta infestante delle colture di grano. L'epiteto specifico (arvense) deriva dal latino arvum, e significa "del campo coltivato" (in riferimento ad uno dei primi habitat osservati per questa pianta).
Il binomio scientifico della pianta di questa voce è stato proposto da Carl von Linné (1707 – 1778) biologo e scrittore svedese, considerato il padre della moderna classificazione scientifica degli organismi viventi, nella pubblicazione "Species Plantarum - 2: 605. 1753" del 1753.

## Descrizione

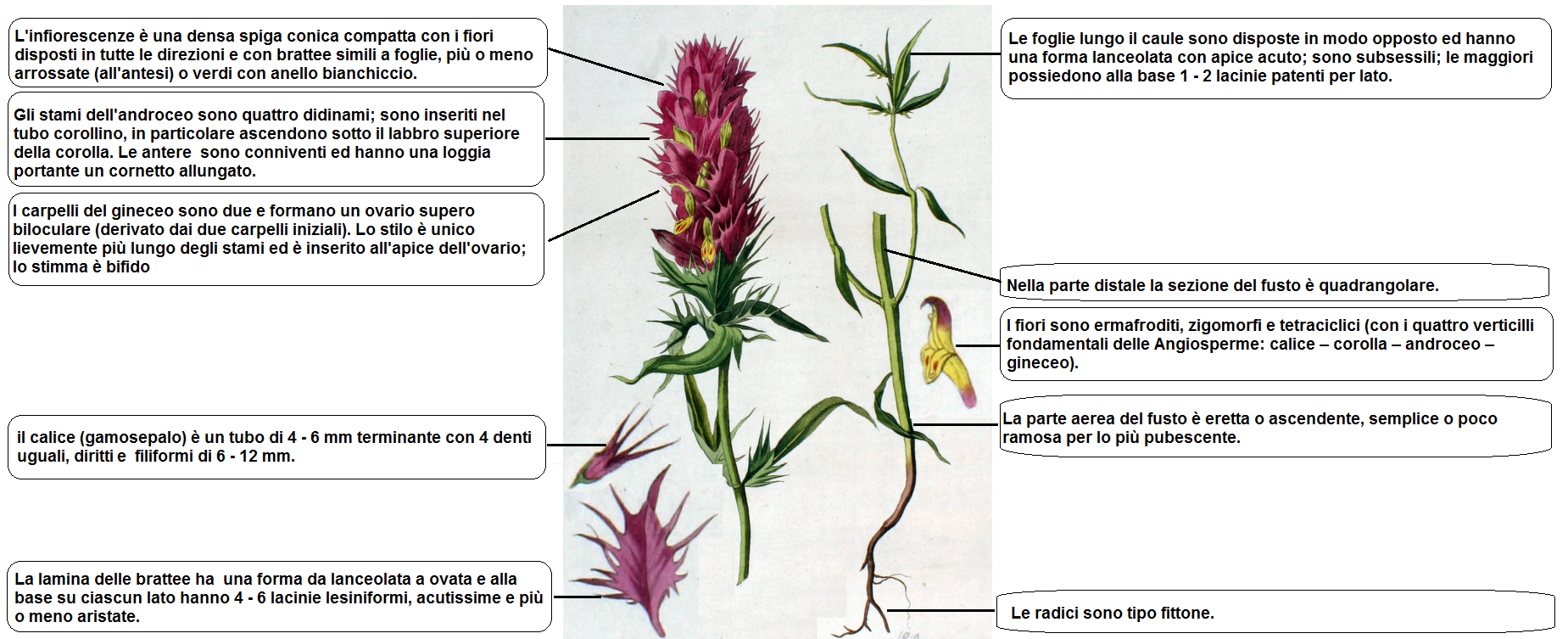
Descrizione delle parti della pianta

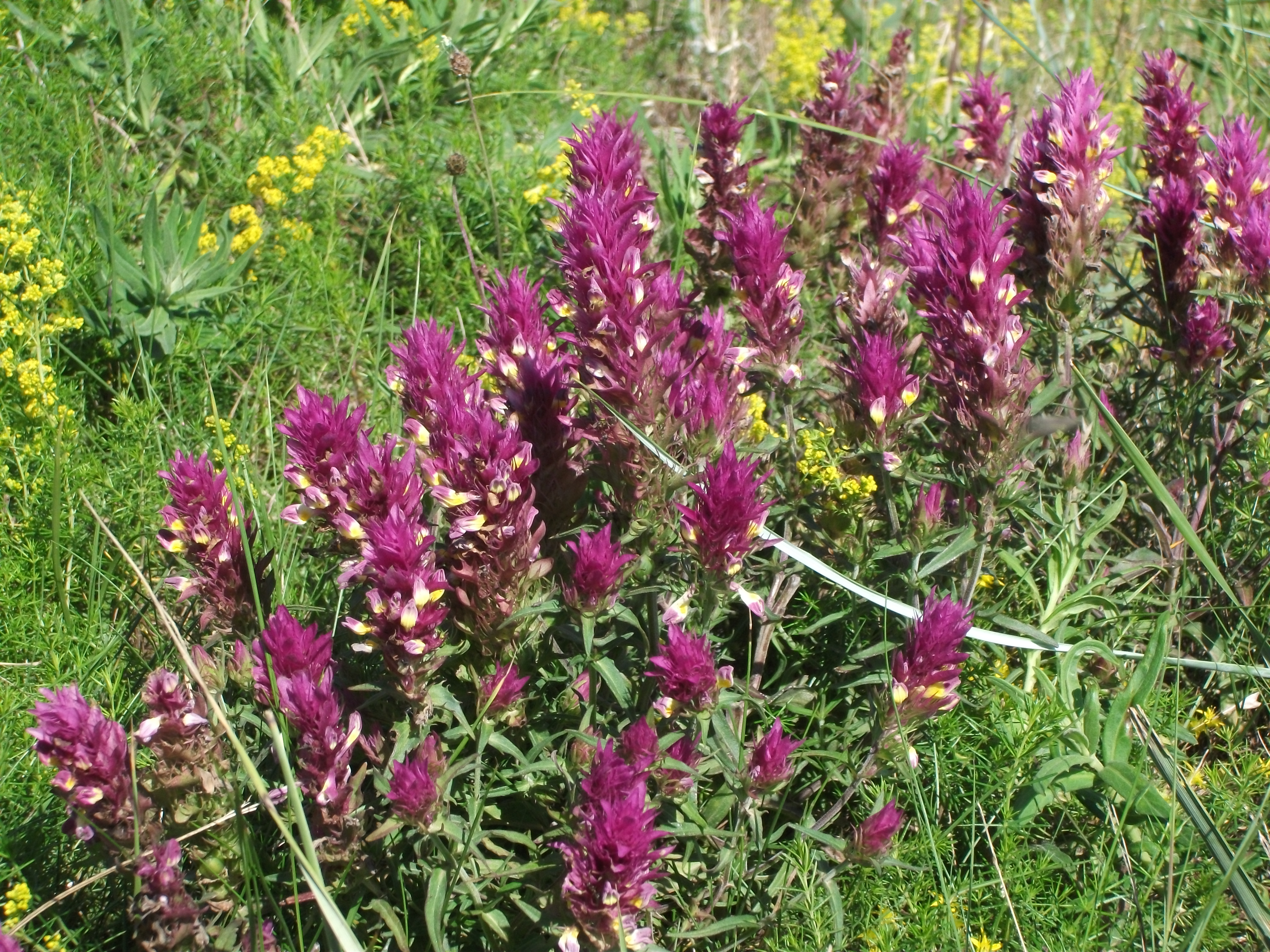
Habitat e habitus

Queste piante possono arrivare fino ad una altezza di 2 - 4 dm. La forma biologica è terofita scaposa (T scap), ossia in generale sono piante erbacee che differiscono dalle altre forme biologiche poiché, essendo annuali, superano la stagione avversa sotto forma di seme e sono munite di asse fiorale eretto e spesso privo di foglie. Sono piante “emiparassite” : possono vivere sulle radici di altre piante per prelevare acqua e sali minerali, mentre sono capaci di svolgere la funzione clorofilliana (al contrario delle piante “parassite assolute”). Queste piante non anneriscono durante la disseccazione. Il colore è verde nella parte basale, mentre è rosso cupo presso l'infiorescenza dal quale risalta il giallo della parte apicale delle corolle dei fiori.

### Radici
Le radici sono tipo fittone.

### Fusto
La parte aerea del fusto è eretta o ascendente, semplice o poco ramosa per lo più pubescente. Nella parte distale la sezione del fusto è quadrangolare.

### Foglie
Le foglie lungo il caule sono disposte in modo opposto ed hanno una forma lanceolata con apice acuto; sono subsessili; le maggiori possiedono alla base 1 - 2 lacinie patenti per lato. Dimensione delle foglie: larghezza 6 – 10 mm; lunghezza 30 – 55 mm.

### Infiorescenza

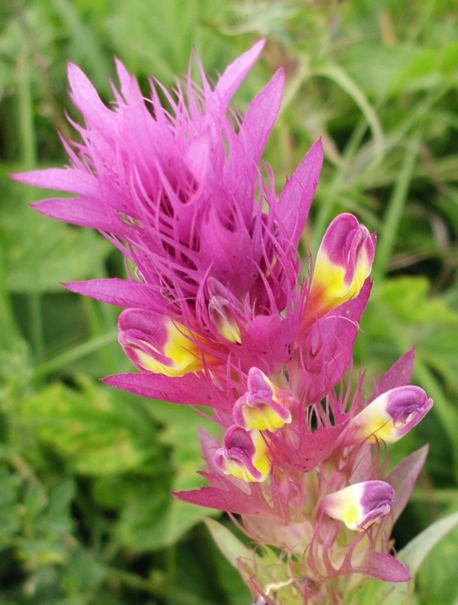
Infiorescenza

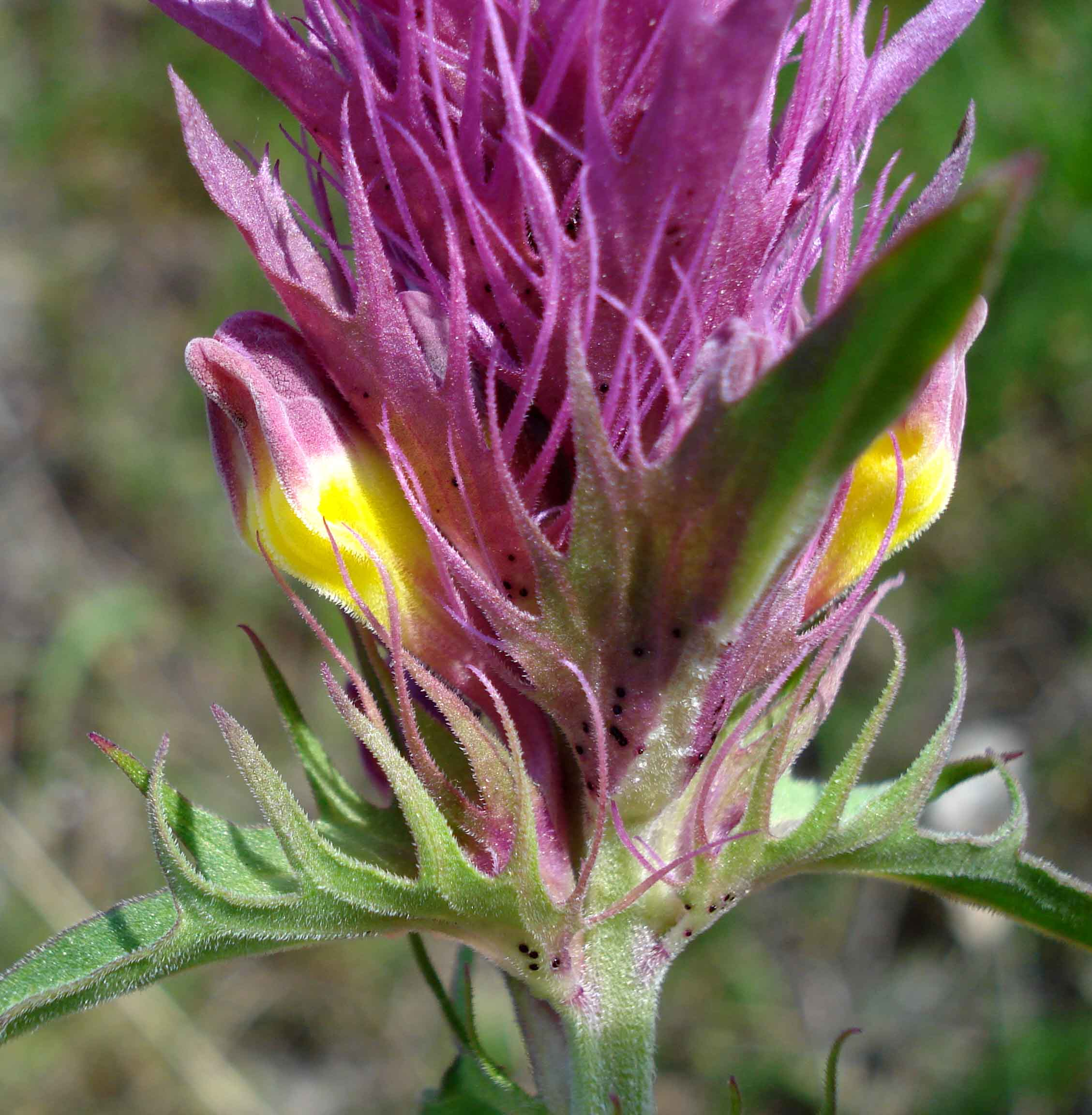
Le brattee

L'infiorescenza è una densa spiga conica compatta con i fiori disposti in tutte le direzioni e con brattee simili a foglie, più o meno arrossate (all'antesi) o verdi con anello bianchiccio. La lamina delle brattee ha una forma da lanceolata a ovata e alla base su ciascun lato ha 4 - 6 lacinie lesiniformi, acutissime e più o meno aristate. Dimensioni delle lacinie laterali: larghezza 1 mm; lunghezza 10 mm.

### Fiore
I fiori sono ermafroditi, zigomorfi e tetraciclici (con i quattro verticilli fondamentali delle Angiosperme: calice – corolla – androceo – gineceo). Lunghezza del fiore: 15 – 25 mm.
- Formula fiorale: per questa pianta viene indicata la seguente formula fiorale:

X, K (4), [C (2+3), A 2+2], G (2), (supero), capsula
- Calice: il calice (gamosepalo) è un tubo di 4 – 6 mm terminante con 4 denti uguali, diritti e filiformi di 6 – 12 mm.
- Corolla: la corolla bilabiata (gamopetala) è un tubo lungo 15 – 18 mm (massimo 24 mm). Il colore è roseo alla base e giallo all'apice, mentre le fauci sono chiuse e spesso sono colorate di violetto.
- Androceo: gli stami dell'androceo sono quattro didinami; sono inseriti nel tubo corollino, in particolare ascendono sotto il labbro superiore della corolla. Le antere sono conniventi ed hanno una loggia portante un cornetto allungato. Le sacche polliniche hanno l'estremità inferiore a forma di freccia[10],
- Gineceo: i carpelli del gineceo sono due e formano un ovario supero biloculare (derivato dai due carpelli iniziali). Lo stilo è unico lievemente più lungo degli stami ed è inserito all'apice dell'ovario; lo stimma è bifido.
- Fioritura: da maggio a agosto.

### Frutti
Il frutto è del tipo a capsula deiscente a quattro semi; la forma è obovato-compressa bivalve.

## Riproduzione
- Impollinazione: l'impollinazione avviene tramite insetti (impollinazione entomogama).
- Riproduzione: la fecondazione avviene fondamentalmente tramite l'impollinazione dei fiori (vedi sopra).
- Dispersione: i semi cadendo a terra sono successivamente dispersi soprattutto da insetti tipo formiche (disseminazione mirmecoria). Le formiche sono attratte da un piccolo corpo di olio inglobato nel seme stesso. Inoltre nella parte inferiore delle brattee sono presenti delle ghiandole nettarifere che attirano i bombi e altri insetti pronubi. In questa specie le ghiandole sono delle piccole scaglie colorate di viola che secernono una soluzione zuccherina.[11]

## Biologia
Queste piante sono emiparassite, ossia in parte producono clorofilla e sono capaci di assorbire in modo autonomo i minerali dal terreno, ma hanno anche la capacità di utilizzare le sostanze prodotte dalle piante a loro vicine (funzione parassitaria). I meccanismo con il quale assorbono le sostanze di altre piante è basato su piccoli austori posti al livello radicale. La pianta ospite può accettare di buon grado questo insediamento (come la specie Festuca ovina) oppure può opporsi con secrezioni di sostanze tossiche. A questo proposito sono state fatte delle ricerche su alcune piante come l'loglio, l'erba medica e il lino: si è rilevato che il Melampyrum arvense cresce meglio nelle vicinanze della leguminosa erba medica. Se l'infestazione nelle colture di cereali supera un certo livello, la farina prodotta è più scura, con un particolare odore e dal sapore più acre e disgustoso dovuto al glucoside velenoso "rinantina".

## Distribuzione e habitat

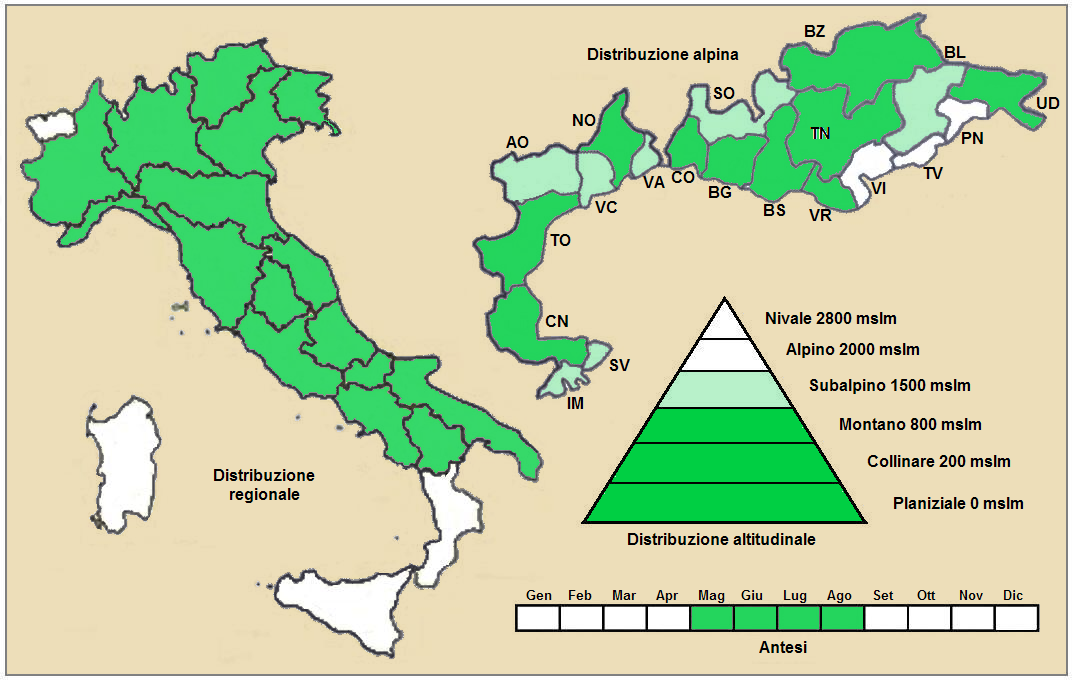
Distribuzione della pianta
(Distribuzione regionale – Distribuzione alpina)

- Geoelemento: il tipo corologico (area di origine) è Eurasiatico.
- Distribuzione: in Italia è rara ma presente ovunque (esclusa la Calabria e le isole). Nelle Alpi è presente in modo discontinuo, mentre all'estero, sempre nelle Alpi, si trova in Francia (tutti i dipartimenti alpini), Svizzera (cantoni Vallese e Grigioni), in Austria (Länder del Tirolo Settentrionale, Carinzia, Stiria e Austria Inferiore). Sugli altri rilievi europei collegati alle Alpi si trova nella Foresta Nera, Massiccio del Giura, Massiccio Centrale, Alpi Dinariche, Monti Balcani, Carpazi.[13] Nel resto dell'areale Euromediterraneo è presente dalla Spagna alla Russia e dalla Scandinavia/Inghilterra alla Grecia fino in Anatolia.[14]
- Habitat: l'habitat tipico per questa pianta sono i campi di cereali (è una specie infestante), gli incolti e le siepi; ma anche vigne e oliveti. Il substrato preferito è calcareo ma anche calcareo/siliceo con pH basico, medi valori nutrizionali del terreno che deve essere secco.[13]
- Distribuzione altitudinale: sui rilievi queste piante si possono trovare fino a 1720 m s.l.m.;frequentano quindi i seguenti piani vegetazionali: collinare, montano e in parte quello subalpino (oltre a quello planiziale – a livello del mare).

### Fitosociologia
Dal punto di vista fitosociologico Melampyrum arvense appartiene alla seguente comunità vegetale:
Formazione : delle comunità terofiche pioniere nitrofile
Classe: Stellarietea mediae
Ordine: Papaveretalia rhoeadis
Alleanza: Caucalidion lappulae

## Tassonomia
La famiglia di appartenenza della specie (Orobanchaceae) comprende soprattutto piante erbacee perenni e annuali semiparassite (ossia contengono ancora clorofilla a parte qualche genere completamente parassita) con uno o più austori connessi alle radici ospiti. È una famiglia abbastanza numerosa con circa 60 - 90 generi e oltre 1700 - 2000 specie (il numero dei generi e delle specie dipende dai vari metodi di classificazione) distribuiti in tutti i continenti. Il genere Melampyrum è distribuito in Europa, India, Giappone e Nord America; le sue specie preferiscono climi per lo più temperati delle regioni extratropicali. Comprende circa 30 - 40 specie di cui una dozzina sono presenti nella flora spontanea italiana.

### Filogenesi
La classificazione tassonomica del Melampyrum arvense è in via di definizione in quanto fino a poco tempo fa il suo genere apparteneva alla famiglia delle Scrophulariaceae (secondo la classificazione ormai classica di Cronquist), mentre ora con i nuovi sistemi di classificazione filogenetica (classificazione APG) è stata assegnata alla famiglia delle Orobanchaceae e tribù Rhinantheae..
Il Melampyrum arvense è a capo del gruppo M. arvense circoscritto dai seguenti caratteri:
- le brattee dell'infiorescenza all'antesi sono generalmente purpuree (raramente giallastre);
- i fiori dell'infiorescenza sono rivolti in tutte le direzioni;
- la capsula è completamente glabra con la deiscenza antero-posteriore.

A questo gruppo appartengono quattro specie (nella flora spontanea italiana):
- Melampyrum arvense L. - Spigarola campestre: il tubo del calice è lungo 12 - 18 mm ed è cigliato sul bordo e sui nervi.
- Melampyrum barbatum W. et K. - Spigarola pubescente: il tubo del calice è lungo 8 - 12 mm ed è densamente lanoso.
- Melampyrum fimbriatum Vandas - Spigarola fimbriata: i denti del calice sono lunghi 1,5 - 2 volte il tubo che è glabro.
- Melampyrum variegatum Huter, P. et R. - Spigarola screziata: i denti del calice sono lunghi quanto il tubo che è glabro.

Il numero cromosomico per questa specie è: 2n = 18.

### Variabilità
Le specie del genere Melampyrum sono soggette al fenomeno del "polimorfismo stagionale". In particolare a quote basse dapprima si ha la fioritura "estivale" e quindi quella "autunnale". A quote più alte (alta montagna) a causa del più breve periodo di fioritura si ha una sola forma intermedia chiamata "monomorfa". In particolare il Melampyrum arvense collegato alla coltura dei cereali si presenta con un particolare aspetto monomorfo chiamato "segetale".
Le tre forme sono così denominate:
- estivale: fo. semleri Ronn. et Poverlein (probabilmente non presente in Italia)
- autunnale: fo. pseudobarbatum Schur
- sgetale: fo. arvense

### Sinonimi
Questa entità ha avuto nel tempo diverse nomenclature. L'elenco seguente indica alcuni tra i sinonimi più frequenti:
- Melampyrum argyrocomum Steud.
- Melampyrum cretaceum Czern.
- Melampyrum arvense subsp. pseudobarbatum (Schur) Beck
- Melampyrum arvense subsp. schinzii Ronniger
- Melampyrum arvense subsp. semleri (Ronniger & Poeverl.) Ronniger
- Melampyrum arvense subsp. tuzsonii Soó
- Melampyrum arvense var. pseudobarbatum
- Melampyrum arvense var. schinzii
- Melampyrum arvense var. semleri (Ronniger & Poeverlein) D. Hartl
- Melampyrum pseudobarbatum Schur
- Melampyrum semleri Ronniger & Poeverl.

### Specie simili
Le specie Melampyrum della flora spontanea italiana si dividono in cinque "gruppi di specie" principali non sempre di facile distinzione:
- Gruppo A: M. cristatum
- Gruppo B: M. arvense, M. barbatum, M. fimbriatum e M. variegatum
- Gruppo C: M. nemorosum, M. catalaunicum, M. italicum e M. velebiticum
- Gruppo D: M. sylvaticum
- Gruppo E: M. pratense

Il disegno (sotto) mostra i caratteri del calice e delle brattee di questi cinque gruppi.

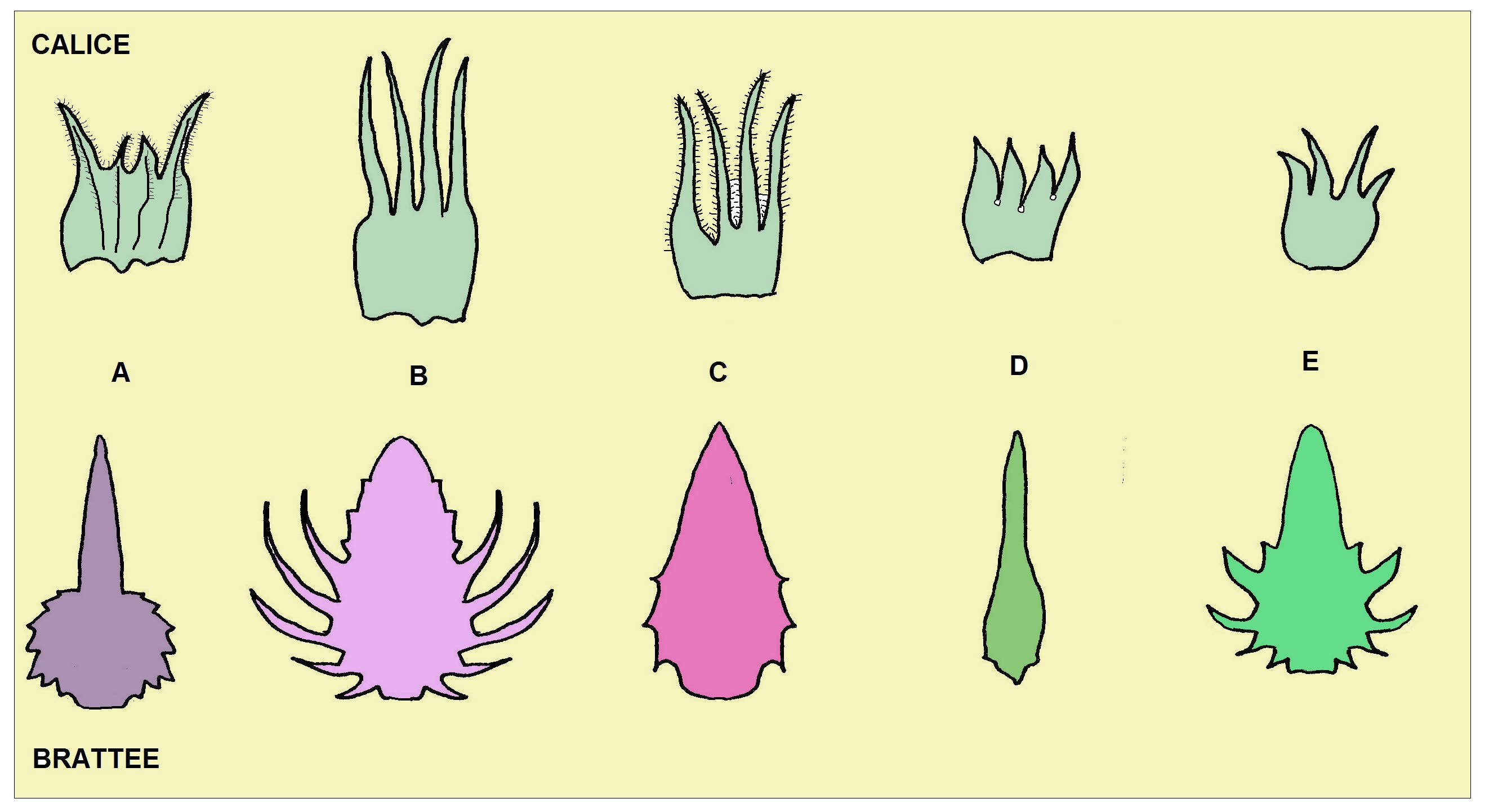
Calice e brattee dei cinque gruppi di Melampyrum
(A:M. cristatum - B:M. arvense - C:M. nemorosum - D:M. sylvaticum - E:M. pratense)

## Altre notizie
Il  melampiro dei campi in altre lingue è chiamato nei seguenti modi:
- (DE)  Acker-Wachtelweizen
- (FR)  Mélampyre des champs
- (EN)  Field Cow-wheat